# Rekultywacja
Rekultywacja – przywracanie wartości użytkowych lub przyrodniczych terenom zniszczonym przez działalność człowieka.
Podział metod rekultywacji:
- in situ
- ex situ.

Wybrane metody rekultywacji gruntów:
- zalesianie
- zalewanie
- zasypywanie terenów kopalnianych.

Pojęcie odnosi się również do wód. Jednym ze sposobów polepszenia stanu zdegradowanych jezior jest ich rekultywacja (zob. rekultywacja jezior). Celem rekultywacji jezior jest przywrócenie ich poprzednich funkcji, a także cech fizycznych, chemicznych i biologicznych jak najbardziej zbliżonych do naturalnych. Dobór odpowiedniej metody, uwarunkowany jest odmiennością poszczególnych jezior, różnic w sposobach i zakresach zanieczyszczenia, a także ich położenia w zlewni.

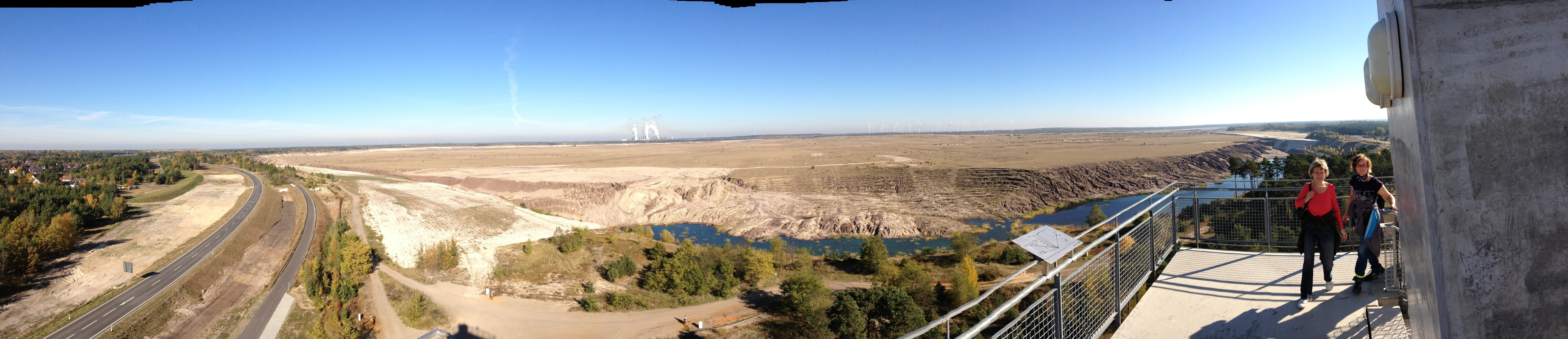
Rekultywacja terenów dawnej kopalni odkrywkowej, okolice Chociebuża, Brandenburgia, Niemcy